# 52426 Ritaalessandro
52426 Ritaalessandro este o planetă minoră (asteroid), cu un diametru de 1,437 km, din centura de asteroizi. A fost descoperită pe 5 august 1994 la osservatorio astronomico della Montagna Pistoiese⁠(d) de Andrea Boattini⁠(d). 
Obiectul prezintă o orbită caracterizată de o semiaxă mare de 2,2342013494096 UAi, o excentricitate de 0,14821325863383, o înclinație de 4,1830956735753 ° în raport cu ecliptica.